# Stöpen
Stöpen är en tätort i Skövde kommun, Västra Götalands län.
Stöpen ligger en dryg mil norr om Skövde. Samhället utvecklades i slutet av 1970-talet. Villa- och radhusbebyggelse dominerar, men lägenheter finns också att tillgå. Större delen av orten ligger i Frösve socken, men de västra delarna tillhör Säters socken. 
Stöpen trafikeras av buss 613 (Västtrafik).

## Befolkningsutveckling
| Befolkningsutvecklingen i Stöpen 1970–2020 | Befolkningsutvecklingen i Stöpen 1970–2020 | Befolkningsutvecklingen i Stöpen 1970–2020 | Befolkningsutvecklingen i Stöpen 1970–2020 | Befolkningsutvecklingen i Stöpen 1970–2020 |
| ------------------------------------------ | ------------------------------------------ | ------------------------------------------ | ------------------------------------------ | ------------------------------------------ |
|                                            |                                            |                                            |                                            |                                            |
| År                                         |                                            |                                            | Folkmängd                                  | Areal (ha)                                 |
| 1970                                       | 1970                                       |                                            | 360                                        |                                            |
| 1975                                       | 1975                                       |                                            | 665                                        |                                            |
| 1980                                       | 1980                                       |                                            | 1 455                                      |                                            |
| 1990                                       | 1990                                       |                                            | 1 491                                      | 86                                         |
| 1995                                       | 1995                                       |                                            | 1 442                                      | 87                                         |
| 2000                                       | 2000                                       |                                            | 1 379                                      | 87                                         |
| 2005                                       | 2005                                       |                                            | 1 315                                      | 87                                         |
| 2010                                       | 2010                                       |                                            | 1 401                                      | 90                                         |
| 2015                                       | 2015                                       |                                            | 1 373                                      | 109                                        |
| 2020                                       | 2020                                       |                                            | 1 452                                      | 115                                        |
| Anm.: Ny tätort 1970                       |                                            |                                            |                                            |                                            |

## Samhället
I Stöpen finns två grundskolor: Frösve skola för åk 1-6 och Stöpenskolan för åk 7-9. Från februari 2014 till mars 2015 var Stöpenskolan stängd på grund av ombyggnad. Stöpenskolans elever och personal finns under denna tid på Fjärilskolan och Rydskolan i Södra Ryd. Eleverna och lärarna flyttade tillbaka till Stöpenskolan efter sommarlovsuppehållet 2015.  
Några kilometer utanför orten ligger idrottsplatsen Åbrovallen med både ute- och innefotbollsplaner. Mer centralt finns också ett utegym och ett motionsspår.   
I Stöpen finns två dagis: Ur och Skur Tuvan och Hästhoven. Ur och Skur finns på Kunskapsvägen och har barn i åldern tre till fem år. På dagiset är man ute i naturen året om. Hästhoven har åtta avdelningar, fem på Ryttarvägen och tre på Kunskapsvägen Vid Frösve skola.  
I orten finns det även en mataffär vid namn Ica Blomman, en pizzeria med namnet Murano, tandläkarklinik och frisör.

## Sportklubbar i Stöpen
- HK Country